# Symplectoscyphus pallidus
Symplectoscyphus pallidus is een hydroïdpoliep uit de familie Sertulariidae. De poliep komt uit het geslacht Symplectoscyphus. Symplectoscyphus pallidus werd in 1884 voor het eerst wetenschappelijk beschreven door Kirchenpauer. 